# Preuilly-sur-Claise
Preuilly-sur-Claise je naselje in občina v osrednjem francoskem departmaju Indre-et-Loire regije Center. Leta 2009 je naselje imelo 1.075 prebivalcev.

## Geografija
Kraj leži v pokrajini Touraine ob reki Claise, 70 km južno od Toursa.

## Uprava
Preuilly-sur-Claise je sedež istoimenskega kantona, v katerega so poleg njegove vključene še občine Bossay-sur-Claise, Boussay, Chambon, Charnizay, Chaumussay, Tournon-Saint-Pierre in Yzeures-sur-Creuse s 5.160 prebivalci.
Kanton Preuilly-sur-Claise je sestavni del okrožja Loches.

## Zanimivosti
- muzej krajevne zgodovine, arheologije, ljudske tradicije,
  - poterna,
- ruševine fevdalnega gradu iz 12. in 15. stoletja,
- neoklasicistični dvorec Château de Fontbaudry iz 18. stoletja,
- nekdanja benediktinska opatijska, danes župnijska cerkev sv. Petra iz 12. stoletja, prenovljena v 15. in 19. stoletju,
- nekdanja cerkev Notre-Dame-des-Échelles iz 11. in 13. stoletja,
- ostanki kolegiala sv. Melanija, cerkve sv. Nikolaja iz 12. stoletja.